# Bulgarian International 2012
Die Bulgarian International 2012 im Badminton fanden vom 4. bis zum 7. Oktober 2012 in Sofia statt.

## Sieger und Platzierte
| Disziplin    | Gold                           | Silber                          | Bronze                                |
| ------------ | ------------------------------ | ------------------------------- | ------------------------------------- |
| Herreneinzel | Kęstutis Navickas              | David Obernosterer              | Yuhan Tan                             |
| Herreneinzel | Kęstutis Navickas              | David Obernosterer              | Valeriy Atrashchenkov                 |
| Dameneinzel  | Petya Nedelcheva               | Stefani Stoeva                  | Özge Bayrak                           |
| Dameneinzel  | Petya Nedelcheva               | Stefani Stoeva                  | Karin Schnaase                        |
| Herrendoppel | Robert Blair Tan Bin Shen      | Andreas Heinz Max Schwenger     | Chris Coles Matthew Nottingham        |
| Herrendoppel | Robert Blair Tan Bin Shen      | Andreas Heinz Max Schwenger     | Patrik Lundqvist Jonathan Nordh       |
| Damendoppel  | Gabriela Stoeva Stefani Stoeva | Özge Bayrak Neslihan Yiğit      | Petya Nedelcheva Dimitria Popstoikova |
| Damendoppel  | Gabriela Stoeva Stefani Stoeva | Özge Bayrak Neslihan Yiğit      | Johanna Goliszewski Birgit Michels    |
| Mixed        | Michael Fuchs Birgit Michels   | Peter Käsbauer Isabel Herttrich | Robert Blair Jillie Cooper            |
| Mixed        | Michael Fuchs Birgit Michels   | Peter Käsbauer Isabel Herttrich | Chris Coles Jessica Fletcher          |